# Посевное финансирование
Посевное финансирование (англ. seed money, seed funding, seed stage investments и т.д.) — высокорисковые инвестиции в новый бизнес или компании на раннем этапе развития.

Посевные инвестиции отличает наибольший финансовый риск и наиболее высокая окупаемость инвестиций в случае успеха компании в сравнении с инвестициями на других этапах существования компании.

## Предназначение
С изменением рынка венчурного капитала роль посевных инвестиций последовательно менялась. Если в середине 2000-х годов к посевному финансированию относили средства, привлечённые на развитие идеи и разработку прототипа (в этом ключе их рассматривал инвестор и основатель бизнес-акселератора Y Combinator Пол Грэм), то к середине 2010-х инвесторы начали рассматривать посевной раунд как поддержку запуска продукта и расширения рыночной ниши. Практика поддержки стартапов на этапе бизнес-идеи и прототипирования, в свою очередь, получила определение «предпосевного» финансирования.
В контексте методики развития клиентов (англ. customer development) Стива Бланка предназначением посевного финансирования считается проверка гипотез о клиентах компании, её продукте и рынке. Непредсказуемость изменений бизнес-модели компании делает этот этап непривлекательным для большинства институциональных инвесторов, поэтому в качестве вероятных источников средств Бланк отмечает самих основателей стартапа, их родственников и друзей, бизнес-ангелов, площадки для краудфандинга и ранних последователей продукта.

## Объём
Для большинства стартапов посевным финансированием становится ограниченный объём средств от неформальных инвесторов, достаточный для бутстрэппинга продукта, но периодические издания уделяют большее внимание крупным траншам от сообществ ангелов или фондов посевных инвестиций. Потребности компаний из разных отраслей отличаются, потому варьируется и средняя величина посевного раунда.

### Разработка программного обеспечения
В конце 90-х годов XX века американские фонды в среднем инвестировали в компании из области информационных технологий порядка 2,5 миллионов долларов в посевном раунде, к началу второго десятилетия XXI века эта сумма уменьшилась в пять раз вследствие снижения стоимости запуска и развития софтверных компаний.
В 2000-2005 годах развитие открытого программного обеспечения, сделало его альтернативой дорогостоящему проприетарному серверному ПО. Например, использование так называемого LAMP, то есть комбинации Linux (вместо UNIX), веб-сервера Apache, СУБД MySQL (вместо программных продуктов Oracle) и скриптового языка PHP кратно снизило затраты на программное обеспечение. В свою очередь, это открыло возможность для горизонтального масштабирования серверной инфраструктуры — повышения общей производительности за счёт добавления недорогих и легко заменяемых компьютеров.
В 2006 году Amazon.com запустил Amazon Web Services, предоставив компаниям облачную инфраструктуру хранения (Amazon Simple Storage Service) и обработки данных (Amazon Elastic Compute Cloud). Доступ к облачным вычислениям как услуге сделал возможным создание стартапов без вложений как в программное, так и в аппаратное обеспечение. Это дало толчок к появлению фондов посевных инвестиций, вкладывающих меньшие суммы в большее число компаний. А на фоне конкуренции между фондами, ангелами, инкубаторами и акселераторами сформировались лучшие практики стартап-индустрии — бережливое итеративное развитие компаний, экономное расходование ограниченных ресурсов.
Сравнительно низкая капиталоёмкость и потенциал быстрого роста сделали софтверные компании наиболее популярными среди инвесторов на ранних стадиях. В пользу инвестиций в софтверные компании играют истории успеха стартапов, обеспечивших инвесторам стократный возврат вложенных средств.

### Биотехнологии
По данным исследования венчурного рынка Соединённых Штатов во втором квартале 2013 года, проведённого PriceWaterhouseCoopers и Национальной ассоциации венчурного финансирования, средний объём посевного раунда для компаний из области биотехнологий составлял 3,6 миллиона долларов. Вопреки распространённому мнению, стартапы из области здравоохранения и биофармакологии относятся к областям с наиболее вероятным возвратом вложенных средств.

### Чистые технологии
Стартапы, относящиеся к области чистых технологий (то есть переработки отходов, использования возобновляемых источников энергии, разработки устойчивого транспорта, производства электрических двигателей, развития зеленой химии, очистки сточных вод и других связанных с экологией, энергетикой и эффективным расходованием ресурсов отраслей), были в фокусе американских венчурных капиталистов в 2006-2008 годах после выхода на IPO нескольких компаний из области солнечной энергетики. После пика популярности интерес инвесторов к чистым технологиям снизился до предшествовавшего «золотой лихорадке» уровня, а средний размер посевного раунда сократился до 7 миллионов долларов.

## Посевное финансирование в России
Исследователи российского венчурного рынка сходятся в оценке проблем, связанных с его небольшим возрастом. Например, по оценке Ernst&Young, российские стартапы и инвесторы сталкиваются с непроработанными механизмами выхода собственников капитала из компании. Издание RusBase в своём отчёте отметило затруднения с привлечением инвестиций в компании на этапе развития бизнес-идеи и разработки прототипа, несовершенные механизмы предоставления грантового финансирования и низкую активность региональных фондов и частных инвесторов. Совместное исследование Российской венчурной компании и Всероссийского центра изучения общественного мнения указало на стремление инвесторов получить контроль над компанией уже на ранних этапах развития, что в дальнейшем лишает основателей стартапа мотивации к развитию бизнеса и привлечению последующих инвестиционных раундов. Несмотря на существующие проблемы, эксперты сходятся в оценке положительной динамики.
Значительную роль в развитии российского венчурного рынка играют государственные институты. Созданная Министерством экономического развития в рамках программы поддержки компаний из научно-технической сферы Российская венчурная компания формирует совместные фонды с корпорациями и венчурными капиталистами для инвестиций как на поздних, так и ранних стадиях развития стартапов. Фонд развития интернет-инициатив, созданный по инициативе Президента РФ в 2013 году, предоставляет предпосевное и посевное финансирование и проводит программы акселерации. Многие частные фонды, работающие в России, также сфокусированы на информационных технологиях.
Средний объём инвестиций на посевной стадии составляет 50-100 тысяч долларов для интернет-стартапов, 100-200 тысяч для высокотехнологичных разработок, 300-500 тысяч для компаний из отрасли «чистых технологий» и более 1 миллиона долларов для разработчиков из области биотехнологий.